# Câmp tensorial
În matematică și în fizică, un câmp tensorial atribuie un tensor fiecărui punct al unui spațiu matematic (de obicei un spațiu euclidian sau o varietate).
Câmpurile  tensoriale sunt instrumente fundamentale și sunt utilizate în geometria diferențială, geometria algebrică, relativitatea generală, analiza stresului și tensiunii în materiale precum și numeroase alte aplicații din ramurile fizicii.
Deoarece tensorul este o generalizare a unui scalar (un număr pur reprezentând o valoare, ca lungime) și un vector (o săgeată geometrică în spațiu), un câmp tensorial este o generalizare a unui câmp scalar sau a unui câmp vectorial.